# Aeromonas
Aeromonas és un gènere de bacteri amb forma de bacil, gramnegatiu, anaerobi facultatiu i no formador d’espores amb una llargària aproximada d’1-3 µm. Són microorganismes oxidasa positius, capaços de fermentar la glucosa i tolerants a un ventall força ample de concentracions de NaCl d’entre el 0,3 al 5 per cent. Aeromonas són patògens emergents capaços de colonitzar i infectar diversos hostes. Majoritàriament habiten espais aquàtics marins i és d’allà on s'aïllen la majoria de les espècies conegudes. És per això que en aqüicultura és considerat un microorganisme infecciós potencialment problemàtic ja que pot causar malalties com septicèmia o furunculosis.

## Història i taxonomia[8]
Els primers registres de microorganismes aïllats del gènere Aeromonas es remunten al 1890 i, al llarg del temps, aquests bacteris han anat classificant-se en diferents gèneres com Aerobacter, Pseudomonas, Escherichia o Proteus. Tot i que aquests gèneres són força diferents, tots comparteixen característiques comunes com ara la producció de gas a partir de la glucosa i la seva distribució aquàtica. El terme Aeromonas va ser proposat al 1936 pels microbiòlegs neerlandesos Albert Jan Kluyver i Cornelius Bernardus van Niel i la seva intenció era abastar tots aquests microorganismes. Tanmateix, no va ser fins al 1943 quan Roger Stanier va utilitzar el terme Aeromonas de manera oficial per a referir-se a bacteris d’aquest gènere.

## Ecologia
Aeromonas és un gènere ubic que es pot aïllar en diversos ambients naturals, particularment en espais aquàtics. S'han aïllat representants del gènere en nombroses especies aquàtiques com ara ostres, l’anguila japonesa (Anguilla japonica), la truita irisada (Oncorhynchus mykiss), el peix gat americà (Ictalurus punctatus), Colossoma macropomum, o peixos ornamentals. Tanmateix, també s'han aïllat espècies d'aquest gènere en verdures, làctics i carns de porc o vedella.
És considerat un patogen oportunista i fins i tot pot actuar com a agent secundari en una patologia prèvia. La majoria de les vegades les infeccions per Aeromonas venen com a conseqüència de l'estrès generat per canvis ambientals (variacions de temperatura, concentracions de sal en l’aigua, canvis de pH, etc.).

## Factors de virulència
En humans, aquests microorganismes causen, la majoria de les vegades, infeccions gastrointestinals que, si no són tractades degudament, poden generar septicèmies. Per altra banda, hi ha espècies d’Aeromonas capaces d’infectar teixits tous, el sistema hepatobiliar o causar malalties oculars, respiratòries o fins i tot infectar articulacions o ossos, on són generalment associades a casos previs de septicèmies.
La virulència d'una infecció per Aeromonas és complexa, ja que diversos factors intervenen en el desenvolupament del procés infectiu així com també el propi sistema immunitari de l’hoste. Components estructurals, endotoxines i molècules extracel·lulars, actuant de manera conjunta o per separat, permeten a aquests microorganismes colonitzar i infectar hostes.
S'han identificat dos tipus de flagels, un de polar i un de lateral que confereixen motilitat al bacteri tant en superfícies aquoses com en sòlides; aquests flagels també els donen capacitat d’adhesió a cèl·lules. A part dels flagels, s'han identificat quatre tipus de pili, cosa que facilita que s'agrupin formant biofilms. Per aquest motiu es detecten més en mostres clíniques, on habitualment s'aïllen A. hydrophila, A. veronii, A. caviae i A. trota.
Un altre dels factors que afecten la virulència de les soques d'Aeromonas són les molècules de l’exterior de la membrana, tant les proteïnes de la membrana exterior com el lipopolisacàrid. Les proteïnes de la membrana exterior tenen funcions relacionades amb la osmoregulació o l’absorció de nutrients entre d'altres; tenen un paper important en la defensa contra el sistema immunitari de l’hoste infectat i a part d’assistir als processos d’adhesió, estimulen una resposta immunitària.
El gènere Aeromonas té una remarcable variabilitat de productes extracel·lulars com ara enzims hemolítics, lipolítics o proteases.

## Infecció en humans
Aeromonas és considerat un patogen emergent. La infecció normalment es dona per la ingestió d'aliments o aigua contaminades.
La gran plasticitat gènica i la diversitat en els diferents factors de virulència les confereix molta versatilitat a l'hora d’infectar humans. S'han descrit casos clínics d’infeccions ens diferents òrgans i teixits, tot i que la patologia més comuna quan una persona pateix una infecció per Aeromonas és un quadre de gastroenteritis. La secreció d'enterotoxines citotòxiques provoca la degradació de la mucosa intestinal i pot acabar amb diarrees sagnants, febre, dolor abdominal i deshidratació. És freqüent la seva confusió amb un brot de còlera.
La seva identificació clínica és complicada als hospitals ja que el fenotip trobat pels mètodes d’identificació convencionals com ara Vitek, API20 o Microsan no és molt fiable.